# Guia dos Estudiosos
Studiorum Ducem é uma encíclica do Papa Pio XI, promulgada em 29 de junho de 1923, foi escrita em ocasião do VI centenário da canonização de Santo Tomás de Aquino, cujo pensamento é reproposto como o pensamento central para a teologia católica. O texto termina com um convite à recitação e a divulgação da oração Creator Ineffabilis, tradicionalmente atribuída a Santo Tomás de Aquino, “para que, sob a orientação do Mestre Angélico de Tomás de Aquino, os estudos dos nossos alunos possam dar frutos cada vez maiores para a glória de Deus e em benefício da Igreja”.